# David Choi
David Yong Choi (최데이비드용) (Garden Grove, 22 maart 1986) is een Koreaans-Amerikaans muzikant en regisseur, wonende in Los Angeles.

## Biografie
Hij verkreeg wereldwijde bekendheid door zijn YouTube-filmpjes, waarin hij voornamelijk bekende nummers covert. Daarnaast schrijft en presenteert hij ook eigen nummers. Choi bracht zijn eerste album, Only You, in oktober 2008 uit. Zijn tweede album, By My Side, kwam uit op 18 mei 2010.
In januari 2011 had Choi zo'n miljoen geabonneerden op zijn YouTube-kanaal, en zo'n 83 miljoen kijkers voor zijn filmpjes.

## Discografie

### Albums
- Only You
- By My Side
- Forever and Ever

### Singles
- Valentines
- Won't Even Start
- I Can Get Used to This
- That Girl
- Dance to this Song

### Nummers voor YouTube
- YouTube (A Love Song)
- TMI
- Pick It
- Mr. Audio Preview
- It's Rad to Pick Your Nose
- I Got a COCO Bidet
- High School
- Happiness is Always Near
- Fart
- Doesn't it All Taste Good
- My Time With You
- I Fart Like Everyone
- WALK
- Pants on the Ground (Remix)
- Spinach Stew
- I think I like you
- Poke Her Face Instrumental
- Nothing on Chick Fil A
- Goodbye Snoopy (my dog)
- Please Don't Touch My Junk

## Nummers in andere media
| Jaar | Titel                          | Soort                                                        | Nummer                               |
| ---- | ------------------------------ | ------------------------------------------------------------ | ------------------------------------ |
| 2008 | J.C. Penney                    | Internetadvertentie: "Back-to-School Interactive Initiative" | "My Time With You"(met Kina Grannis) |
| 2010 | Playful Kiss/ Mischievous Kiss | Koreaanse film                                               | "Won't even start"                   |
| 2010 | Secret Garden                  | Koreaanse televisieserie                                     | "Love"                               |
| 2011 | My Princess                    | Koreaanse film                                               |                                      |